# Aka-jima
Aka-jima (阿嘉島) est une île du Japon située en mer de Chine orientale et faisant partie des îles Kerama, dans l'archipel Nansei. 
D'un point de vue administratif, elle fait partie du district de Shimajiri dans la préfecture d'Okinawa.
L'île s'étend sur 3,96 km2 et comptait 275 habitants en 2010 dans le village de Zamami (座間味村, Zamami-son).
On y trouve le cerf de Kerama, une sous-espèce plus petite du cerf du Japon, endémique aux îles Kerama. En 1995 on comptait environ 130 individus.

## Transport
Aka est accessible par ferry via Naha ou bien aussi via un ferry plus petit depuis l'île Tokashiki.

## Source de la traduction
- (en) Cet article est partiellement ou en totalité issu de l’article de Wikipédia en anglais intitulé « Aka Island » (voir la liste des auteurs).